# Dactylonotus univittatus
Dactylonotus univittatus är en tvåvingeart som först beskrevs av Friedrich Hermann Loew 1858.  Dactylonotus univittatus ingår i släktet Dactylonotus och familjen styltflugor. Inga underarter finns listade i Catalogue of Life.